# CHiPs
CHiPs é uma série de TV estadunidense, exibida em 6 temporadas, de 1977 a 1983. É baseada nas aventuras de dois patrulheiros rodoviários em motocicletas na Califórnia. A sigla CHiP significa California Highway Patrol, ou Polícia Rodoviária da Califórnia.  As duas primeiras temporadas da série foram lançadas em DVD no Brasil.

## Elenco
- Larry Wilcox como Patrulheiro Jon Baker (1977-1982)
- Erik Estrada como Patrulheiro Frank "Ponch" Poncherello (1977-1983)
- Robert Pine como Sargento Joe Getraer (1977-1983)
- Lew Saunders como Patrulheiro Gene Fritz (1977-1981)
- Brodie Greer como Patrulheiro Barry Baricza (1977-1982)
- Brianne Leary como Patrulheira Sindy Cahill (1978-1979)
- Lou Wagner como Harlan Arliss, Mecânico (1978-1983)
- Paul Linke como Patrulheiro Artie Grossman
- Randi Oakes como Patrulheira Bonnie Clark (1979-1982)
- Michael Dorn como Patrulheiro Jebediah Turner (1980-1982)
- Tom Reilly como Patrulheiro Bobby "Hot Dog" Nelson (1982-1983)
- Tina Gayle como Patrulheira Kathy Linahan (1982-1983)
- Bruce Penhall como Patrulheiro Bruce Nelson (1982-1983)
- Clarence Gilyard, Jr. como Patrulheiro Benjamin Webster (1982-1983)

## Dubladores
- Larry Wilcox por Hamilton Ricardo
- Erik Estrada por Ricardo Marigo